# رقصة المطر

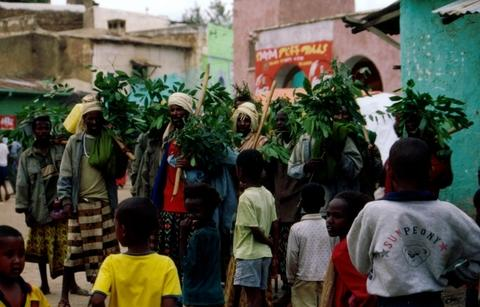
رقصة مطر تَجري في هرار، شرقي إثيوبيا.

رقصة المطر طقوس يقيمها الهنود الحمر (الأمريكيون) بالجزء الجنوبي الغربي للولايات المتحدة الأمريكية، حيث تزعم الأساطير القديمة، أن سؤال الأرواح يُرسل الأمطار لسقاية المحاصيل. وفي هذه الرقصة يسأل الهنود الأرواح إرسال الأمطار بالكميات المطلوبة، وفي الأوقات المطلوبة. ويقيم الهنود معظم رقصات المطر خلال فصل الربيع، حيث موسم الزراعة، وفي فصل الصيف، أثناء نمو المحاصيل. ولكل قبيلة من قبائل الهنود طقوسها الخاصة لطلب الأمطار. فمثلاً يقوم هنود باباغوا المشاركون في احتفال الرقص من أجل المطر بالغناء والرقص وشرب النبيذ المصنوع من عصير نبات الصبّار. أما في رقصة الهوبي، فيضع الهنود الراقصون الحيات الجرسية في أفواههم لتحريض الآلهة على إرسال المطر.